# From Genesis to Revelation
《From Genesis to Revelation》은 1969년 3월 7일, 데카 레코드에서 발매된 영국의 록 밴드 제네시스의 데뷔 스튜디오 음반이다. 이 음반은 1967년 제네시스의 멤버들이 서리주 고덜밍에 있는 카르투지오의 제자들이었던 동안 녹음된 데모 음반에서 유래되었다. 조나단 킹은 그룹의 이름을 짓고, 그의 출판사, 데카와의 거래를 조직했으며, 리젠트 사운드 스튜디오에서 일련의 싱글과 정규 음반을 녹음하는 스튜디오 시간을 가졌다. 아서 그린슬레이드가 편곡하고 지휘한 스트링 섹션은 나중에 일부 곡에 추가되었다. 제네시스가 녹음을 끝마쳤을 때, 존 실버는 원래의 드러머 크리스 스튜어트를 대신했다.
이 음반과 싱글은 상업적인 실패작이었으며 비평가들로부터 엇갈린 부정적인 반응을 받았다. 1969년 중반까지 이 그룹은 킹과 단교하고 교육을 재개하여 제네시스를 정식 밴드로 만들었다. 이 음반은 세 개의 싱글을 발매했는데, 1968년 〈The Silent Sun〉과 〈A Winter's Tale〉이 발매되었고, 1969년 〈Where the Sour Turns to Sweet〉이 발매되었다. 1974년 10월, 이 그룹이 인기를 얻은 후, 미국 빌보드 200에서 170위로 정점을 찍었다. 킹은 1974년 《In the Beginning》과 1987년 《And the Word Was.....》를 포함하여 그 이후 여러 차례 재발매된 음반에 대한 권리를 가지고 있다. 1990년과 2005년의 재발행에는 추가 트랙이 있는 보너스 디스크가 포함되었다.

## 배경
제네시스의 창립 멤버는 리드 보컬리스트 피터 가브리엘, 키보디스트 토니 뱅크스, 베이시스트 마이크 러더퍼드, 기타리스트 앤서니 필립스, 그리고 서리주 고덜밍의 카르투지오 스쿨의 제자인 드러머 크리스 스튜어트로 구성되었다. 이 다섯 명은 학교의 두 활동적인 밴드에서 연주했다. 러더퍼드와 필립스는 아논에 있었고 가브리엘, 뱅크스, 스튜어트는 가든 월을 만들었다. 1967년 1월 필립스와 러더퍼드는 두 그룹이 갈라진 후 작곡을 계속했고 가브리엘과 뱅크스를 초대했다. 부활절 연휴 동안 다섯 명은 브라이언 로버츠가 운영하는 치즈윅의 원시 녹음실에 들어가 자료를 녹음했다. 그들은 원래 다른 누군가가 연주하도록 의도된 여섯 곡의 테이프를 모았다. 그 그룹은 그들 자신을 작곡가들의 컬렉션으로 가장 먼저 보았기 때문이다. 여기에는 러더퍼드와 필립스의 다섯 곡이 포함되었다. 〈Don't Want You Back〉, 〈Try a Little Sadness〉, 〈That's Me〉, 〈Listen on Five〉, 그리고 기악곡인 〈Patricia〉와 가브리엘과 뱅크스의 곡, 〈She Is Beautiful〉이 있다. 〈Patricia〉는 후에 〈In Hidding〉으로 다시 제작되었고 〈She Is Beautiful〉은 후에 〈The Serpent〉로 알려졌다. 뱅크스는 이 소재가 밴드가 탐구하고자 하는 방향이기 때문에 "직선적인 팝 음악"이라고 설명했다. 이 때, 이 그룹은 뉴 아논으로 알려졌다.
이 그룹은 두 사람에게 데모 테이프를 보냈는데, 하나는 BBC 라디오 진행자인 데이비드 제이콥스였다. 두 번째 곡은 1965년 영국의 톱 5 싱글 〈Every's Gone to the Moon〉으로 싱어송라이터이자 프로듀서로서 상업적 성공을 거둔 전 카르투지오 학생인 조나단 킹에게 보내졌다. 킹은 올드 보이즈 데이에 학교를 방문했고, 그래서 그 그룹은 친구에게 테이프를 그에게 주도록 했다. 그는 집으로 돌아오는 길에 차에서 테이프를 들었고, 거칠기는 했지만, 가브리엘의 보컬에 대한 열광적인 반응을 보였다.

## 발매 및 평가
| 전문가 평가                   | 전문가 평가 |
| 평가 점수                     | 평가 점수   |
| 출처                          | 점수        |
| ----------------------------- | ----------- |
| AllMusic                      | [ 9 ]       |
| Classic Rock                  | [ 10 ]      |
| The Rolling Stone Album Guide | [ 11 ]      |

이 음반은 1969년 3월에 발매되었고 차트 작성에 실패했다. 〈Where the Sour Turns to Sweet〉는 1969년 6월 27일, 새로운 관심을 자극하기 위해 싱글로 발매되었다. 이 음반은 1974년 미국에서 발매되었고, 그 해 10월 빌보드 200에서 170위로 정점을 찍었다.
발매 전에, 데카는 미국의 한 행위도 그들 자신을 제네시스라고 불렀다는 것을 발견했고, 혼란을 피하기 위해 밴드의 이름을 바꾸도록 요청했다. 킹은 타협에 도달하여 밴드의 이름이 소매에서 생략되었고, 음반의 제목은 고딕 양식으로 남겨져 음악 상점에서 신비를 불러일으키기 위해서였다. 문제의 미국 제네시스는 1967년 머큐리 레코드에 《In the Beginning》을 발표한 로스앤젤레스에 기반을 둔 그룹일 가능성이 높다. 이후 뱅크스는 영국에서 제네시스로 남아 미국에서 사실로 내려놓으며 음반 제목에 의미를 부여했다. 그러나, 상점이 그들의 종교적인 부분인 "그리고 그것은 흔적도 없이 가라앉은" 이후, 소매에 대한 킹의 아이디어는 실패했다. 이후 그는 데카가 음반을 효과적으로 홍보하고 성공하는데 필요한 노출을 얻을 수 없어 당시 충분한 경험이 부족했던 작업을 스스로 수행하게 되었다고 말했다.
이 음반은 650장이 팔렸다. 많은 레코드 가게들은 《From Genesis to Revelation》라는 제목이 이 음반에 대한 유일한 설명문이었기 때문에 그들의 종교 음악 섹션에 이 음반을 보관했다. 이후 뱅크스는 이 음반을 단순히 자신들의 곡을 형편없이 리플렉션한 것으로 여겼으며, 〈Silent Sun〉과 〈In the Wilderness〉를 가장 강력한 곡으로 평가했다.
노엘 갤러거는 그룹의 후기 작품, 특히 필 콜린스가 이끄는 시대에 대해 자주 비판했음에도 불구하고 "나는 초기 제네시스에 집착하게 되었다"며 음반의 팬이다. 그의 음반 《Who Built the Moon?》의 수록곡 〈If Love is the Law〉는 〈The Conqueror〉의 모방 작품으로 쓰여졌다.

## 곡 목록
모든 곡들은 토니 뱅크스, 피터 가브리엘, 앤서니 필립스 그리고 마이크 러더퍼드가 작사/작곡하였다.
| #  | 제목                              | 재생 시간 |
| -- | --------------------------------- | --------- |
| 1. | 〈Where the Sour Turns to Sweet〉 | 3:14      |
| 2. | 〈In the Beginning〉              | 3:42      |
| 3. | 〈Fireside Song〉                 | 4:16      |
| 4. | 〈The Serpent〉                   | 4:36      |
| 5. | 〈Am I Very Wrong?〉              | 3:28      |
| 6. | 〈In the Wilderness〉             | 3:21      |

| #  | 제목                       | 재생 시간 |
| -- | -------------------------- | --------- |
| 1. | 〈The Conqueror〉          | 3:44      |
| 2. | 〈In Hiding〉              | 2:56      |
| 3. | 〈One Day〉                | 3:16      |
| 4. | 〈Window〉                 | 3:53      |
| 5. | 〈In Limbo〉               | 3:06      |
| 6. | 〈Silent Sun〉             | 2:08      |
| 7. | 〈A Place to Call My Own〉 | 1:57      |